# In der Nacht des 12.
In der Nacht des 12. (Originaltitel: La nuit du 12, internationaler Titel: The Night of the 12th) ist ein Spielfilm von Dominik Moll aus dem Jahr 2022. Das Krimidrama begleitet einen Polizeibeamten, der im Mordfall an einer jungen Frau in Grenoble ermittelt. Die Hauptrolle übernahm Bastien Bouillon. Das Werk, das fiktionale und dokumentarische Elemente miteinander verbindet, wurde vom Sachbuch 18.3: une année à la PJ von Pauline Guéna inspiriert. Für dessen Recherche begleitete die Autorin ein Jahr lang die Kriminalpolizei von Versailles.
Die französisch-belgische Koproduktion wurde im Mai 2022 bei den Internationalen Filmfestspielen von Cannes uraufgeführt. Ein regulärer Kinostart in Deutschland erfolgte ab 12. Januar 2023. Im selben Jahr wurde In der Nacht des 12. jeweils mit den französischen Filmpreisen César und Prix Lumière als bester Film des Jahres ausgezeichnet.

## Handlung
Grenoble im Jahr 2016: Der Polizeibeamte Yohan hat die Teamleitung der Mordermittlung der örtlichen Kriminalpolizei übernommen. Sein ehemaliger Vorgesetzter wird mit einer großen Feier in den Ruhestand verabschiedet. Am nächsten Morgen fahren Yohan und sein Kollege Marceau verkatert zum nächsten Einsatz. Dieser führt sie in eine Parkanlage in der Gemeinde Saint-Jean-de-Maurienne, wo der Leichnam einer jungen Frau gefunden wurde. Die 21-jährige Clara wurde auf dem nächtlichen Heimweg mit Benzin übergossen und angezündet. Yohan und Marceau müssen der Mutter der Toten die Todesnachricht überbringen und befragen sie. Ebenfalls vernommen werden Claras beste Freundin Nanie und der Lebensgefährte Wesley. Zu einem Tatverdacht gelangen die Ermittler nicht. Auch Claras Klettercoach Jules, der mit ihr offenbar auch eine sexuelle Beziehung unterhielt, erweist sich als unschuldig. Obwohl die beiden Ermittler immer tiefer in Claras Leben und Umfeld eindringen und einige weitere Verdächtige ermitteln, führen sämtliche Spuren ins Leere. Die Zeit vergeht und die Chance auf eine Aufklärung des Verbrechens schwinden. Doch dem sanftmütigen und zu leichter Melancholie neigenden Yohan, der sich in der Freizeit intensiv dem Radsport widmet, bleibt der Fall aufgrund seiner grausamen Brutalität im Gedächtnis.
Drei Jahre nach dem Mord nimmt eine neue Untersuchungsrichterin den Fall wieder auf und gibt den Weg für zusätzliche Mittel frei. Yohan steht mittlerweile mit der einzelgängerischen Nadia eine neue Partnerin zur Seite. Eine neue Spur führt zu einem bisher unbekannten Mann, der durch sein verdächtiges Verhalten die Aufmerksamkeit der Polizei erregt hat. Doch es stellt sich heraus, dass auch dieser nicht der Täter war.

## Veröffentlichung und Rezeption
Die Premiere des Films erfolgte am 20. Mai 2022 in der Sektion Cannes Premières beim Filmfestival von Cannes. Weitere Präsentationen fanden beim Internationalen Filmfestival von Brüssel (Ende Juni) und Neuchâtel International Fantastic Film Festival (Anfang Juli) statt. Ein regulärer Kinostart in Frankreich erfolgte am 13. Juli 2022 im Verleih von Haut et Court. Dort erreichte der Film über 490.000 Kinozuschauer.
Auf der Website Allociné hält In der Nacht des 12. derzeit eine Presse-Bewertung von 4,4 von 5 Sternen, basierend auf über 30 französischsprachigen Kritiken. Vom Publikum wurde Molls Regiearbeit etwas schlechter beurteilt. Die Allociné-Redaktion zählte das Werk zum zweitbesten von der französischsprachigen Filmkritik rezensierten Film des ersten Kinohalbjahres 2022, hinter der US-amerikanischen Produktion Licorice Pizza.
In Deutschland wurde der Film erstmals am 30. September 2022 im Rahmen des Filmfests Hamburg gezeigt. Ein regulärer Kinostart erfolgte ab dem 12. Januar 2023.

## Auszeichnungen
In der Nacht des 12. wurde für mehr als ein Dutzend Filmpreise nominiert, von denen das Werk acht gewinnen konnte. Ausgezeichnet wurde Dominik Molls Regiearbeit unter anderem mit den französischen Filmpreisen César und Prix Lumière jeweils als Bester Film.
| Filmpreis                     | Kategorie                   | Resultat  | Preisträger/ Nominierte                      |
| ----------------------------- | --------------------------- | --------- | -------------------------------------------- |
| Filmfestival von Brüssel 2022 | Bester Film                 | Nominiert | Dominik Moll                                 |
| César 2023                    | Bester Film                 | Gewonnen  | Caroline Benjo, Carole Scotta, Simon Arnal   |
| César 2023                    | Beste Regie                 | Gewonnen  | Dominik Moll                                 |
| César 2023                    | Bester Nebendarsteller      | Gewonnen  | Bouli Lanners                                |
| César 2023                    | Bester Nachwuchsdarsteller  | Gewonnen  | Bastien Bouillon                             |
| César 2023                    | Bestes adaptiertes Drehbuch | Gewonnen  | Gilles Marchand, Dominik Moll                |
| César 2023                    | Bestes Szenenbild           | Nominiert | Michel Barthélémy                            |
| César 2023                    | Beste Kamera                | Nominiert | Patrick Ghiringhelli                         |
| César 2023                    | Bester Schnitt              | Nominiert | Laurent Rouan                                |
| César 2023                    | Bester Ton                  | Gewonnen  | François Maurel, Olivier Mortier, Luc Thomas |
| César 2023                    | Beste Filmmusik             | Nominiert | Olivier Marguerit                            |
| César 2023                    | César des lycéens           | Nominiert | Dominik Moll                                 |
| Prix Lumières 2023            | Bester Film                 | Gewonnen  | Dominik Moll                                 |
| Prix Lumières 2023            | Beste Regie                 | Nominiert | Dominik Moll                                 |
| Prix Lumières 2023            | Bestes Drehbuch             | Gewonnen  | Gilles Marchand, Dominik Moll                |
| Prix Lumières 2023            | Bester Darsteller           | Nominiert | Bastien Bouillon                             |
| Prix Lumières 2023            | Beste Kamera                | Nominiert | Patrick Ghiringhelli                         |
| Prix Lumières 2023            | Beste Filmmusik             | Nominiert | Olivier Marguerit                            |